# Ramosch
Ramosch foi uma comuna da Suíça, no Cantão Grisões, com 484 habitantes. Estendia-se por uma área de 84,08 km², de densidade populacional de 6 hab/km². Confinava com as seguintes comunas: Curon Venosta (IT-BZ), Ftan, Galtür (AT-7), Ischgl (AT-7), Samnaun, Sent, Tschlin.
A língua oficial nesta comuna era o Romanche.
Em 1 de janeiro de 2013, passou a formar parte da nova comuna de Valsot.

## História
Em 1956-1958, na colina Mottata (aproximadamente 1,5 km a nordeste de Ramosch), um significativo sítio pré-histórico foi descoberto. O sítio de Mottata contém três vestígios de civilizações, sendo dois da Idade do Bronze (cultura Leugen/Melaun/Luco Meluno), e um da Idade do Ferro (cultura Fritzens-Sanzeno).

## Geografia

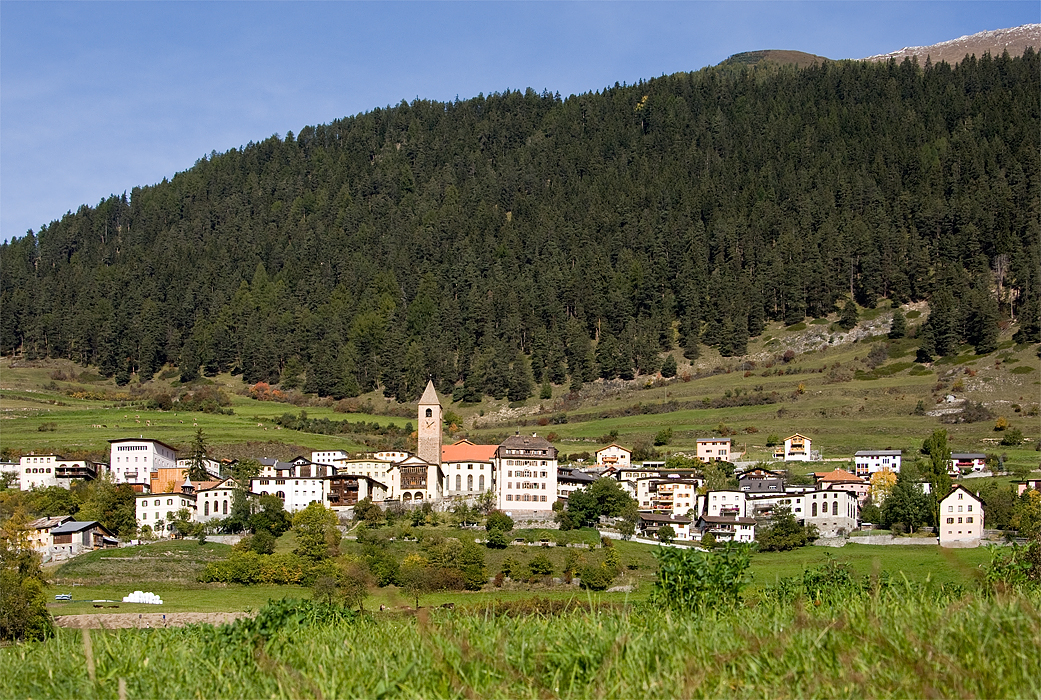
Ramosch village

Ramosch tem uma área de 84,1 km2. Desta área, 32,7% é usada para a agricultura, enquanto 26,5% é ocupada por florestas. Do resto do território, 0,7% é ocupado por construções (estradas ou imóveis), e o restante (40,1%) corresponde a áreas não-produtivas, como rios, geleiras e montanhas.
A comuna é localizada no sub-distrito de Ramosch do distrito de Inn. Situa-se ao longo da margem esquerda do rio Inn. Consiste na vila de Ramosch e na seção de Vnà, assim como nos povoados de Raschvella e Seraplana.
Até 1943, Ramosch era conhecida como Remüs..
Nas comunas de Ramosch e Tschlin, uma fusão está sendo considerada para o futuro. A nova comuna proposta seria conhecida como Valsot.

## Demografia
Ramosch tem uma população de 484 habitantes (em 31 de dezembro de 2010). Em 2008, 7,4% da população era composta por estrangeiros. A evolução histórica da população é apresentada na seguinte tabela:
| ano  | população |
| ---- | --------- |
| 1835 | 681       |
| 1850 | 621       |
| 1900 | 558       |
| 1950 | 565       |
| 2000 | 440       |
| 2010 | 484       |

## Idiomas
A maioria da população, de acordo com o censo de 2000, fala a romanche (84.1%), enquanto o alemão é a segunda mais comum (13.9%), e o holandês sendo a terceira( 1.1%).
| Idiomas em Ramosch |               |               |               |               |               |               |
| Languages          | Censo de 1980 | Censo de 1980 | Censo de 1990 | Censo de 1990 | Censo de 2000 | Censo de 2000 |
| Languages          | Número        | Percentual    | Número        | Percentual    | Número        | Percentual    |
| Romanche           | 399           | 87.89 %       | 363           | 82.13 %       | 370           | 84.09 %       |
| Alemão             | 44            | 9.69 %        | 59            | 13.35 %       | 61            | 13.86 %       |
| Italiano           | 9             | 1.98 %        | 15            | 3.39 %        | 2             | 0.45 %        |
| População          | 454           | 100 %         | 442           | 100 %         | 440           | 100 %         |

## Bens culturais de importância nacional
O Castelo Tschanüff, a Mottata (civilização pré-histórica) e a Igreja Reformada Suíça de São Florino são listados como bens de importância nacional.

## Galeria

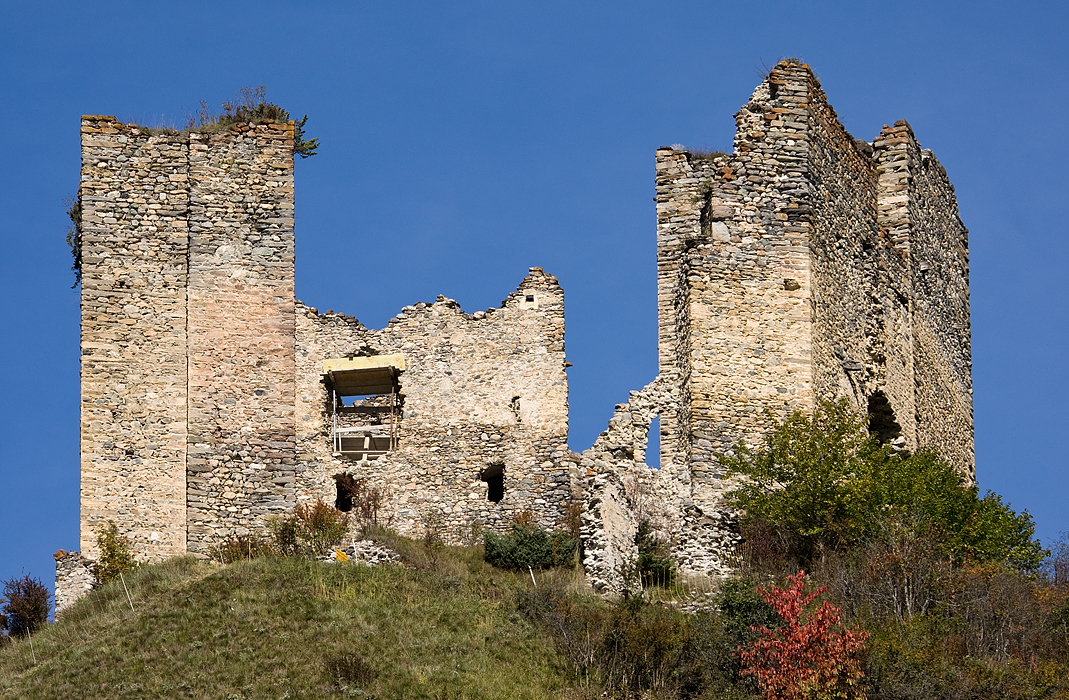
Castelo Tschanüff
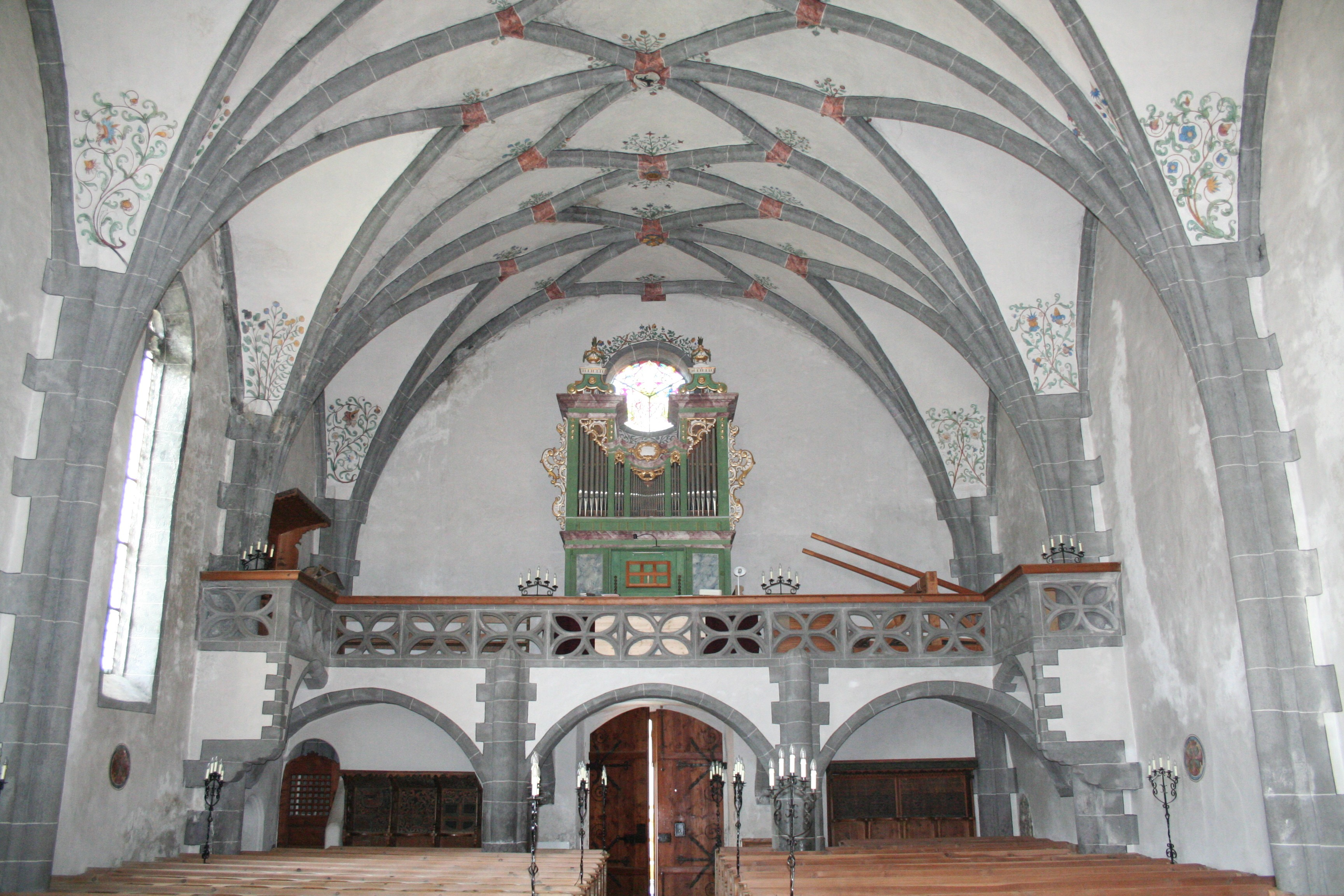
Igreja de São Florino
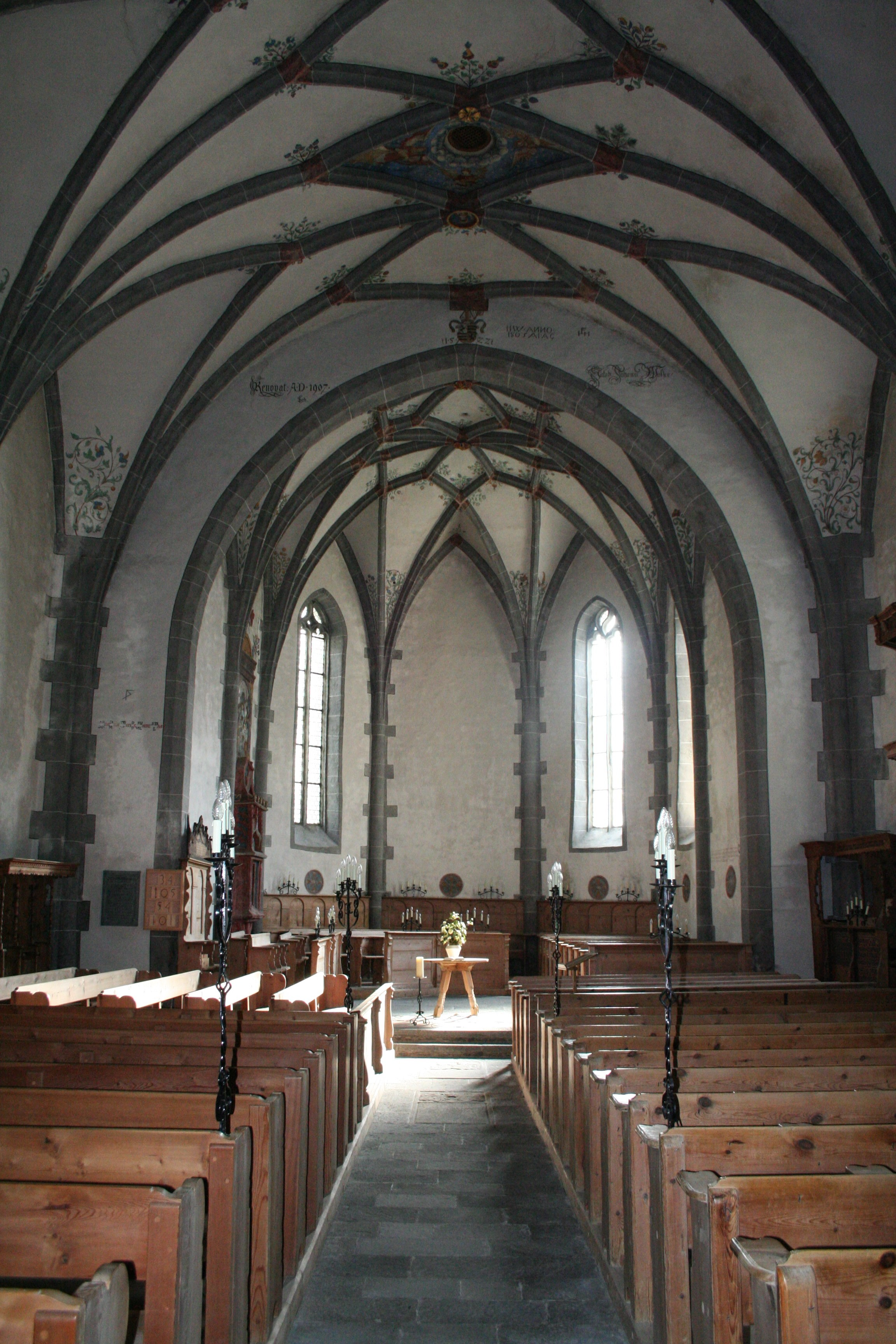
Igreja de São Florino, visão do santuário